# Club Atlético Cordón
El Club Atlético Cordón es un club de baloncesto de Montevideo, Uruguay, fundado el 8 de mayo de 1944 en el barrio montevideano de Cordón.
Cordón es uno de los equipos con más títulos en el basquetbol Uruguayo. Sus años de gloria fueron desde 1986 hasta el 2002 donde conquistó su último título, siendo el único equipo del basquetbol uruguayo en dar vuelta una serie tras ir perdiendo 2-0 y terminando 3-2, así mismo se consagró como el primer bicampeón del siglo.
Logró el Ascenso a la Liga Uruguaya de Basquetbol 2018/19, pero un error administrativo del club, lo dejó en segunda división (El Metro) por incluir un jugador sin ficha médica reglamentaria para jugar las finales por el ascenso, las cuales había ganado de forma deportiva. Se encuentra compitiendo el torneo de segunda división intentando resurgir como club social y deportivo bajo la Presidencia del Sr. Juan Antonio Capuozzolo.

## Historia

### Fundación e inicios
Con la simple ilusión de jugar un campeonato interbarrial de fútbol, un puñado de muchachos del barrio se juntaron en una tarde otoñal, el 8 de mayo de 1944 en el bar de Colonia y Gaboto para fundar el "Club Atlético Colonia". 
Es en el año 1945 cuando este pequeño equipo se afilia a la Federación Uruguaya de Basketball, aunque siguió practicando fútbol (siendo el campeón de la Copa "El Diario"). 
El 27 de marzo de 1946 cambió su nombre a "Club Atlético Colonial" y dejan el fútbol de lado para dedicarse de lleno al basketball. Es así que el 21 de septiembre de 1949 se llega al nombre definitivo de Club Atlético Cordón en reconocimiento al barrio que los vio nacer. Siempre de celeste y blanco porque el pabellón ideado por Rubén Souto jamás resultó modificado
A Juan Carlos Urquiza, Teobaldo Scardino, Carlos A. Jubin, Julio C. Zito Barrella, Alfredo Alonso, Francisco Jubin, Esteban Rivero, Jorge Perachione, Alfredo Lérida, Rafael Signorelli, Heriberto Gallino y Rubén Souto se debe el impulso inicial.
Lenta pero inexorablemente la idea de hacer básquetbol creció en todos, así es que se comenzó a practicar en la cancha de Welcome (Tristán Narvaja cerca de la Rambla costanera). De allí salieron los primeros técnicos incluyendo al inolvidable "Lindo" Ruiz, a un Baltasar Granucci, a un Lombardini, a un Mario Rey. Pero en esa cancha después apareció Walter Clavera, el primer maestro que tuvo Cordón en aquella época. También jugadores como Ferrando, de Lucía, Taramasso, Gestal, Raggio, Ternández, San Martín, Alonso, Urquiza, Castillo, el "Coco" Mañana, Teijeiro, Tafurelli y los demás muchachos que estuvieron desde el inicio.
Después se consiguió el Gimnasio Universitario, que estaba más cerca del corazón del Cordón, ubicado en la calle Guayabos y Tristán Narvaja.
Luego durante un año se jugó en la cancha del Club Zapicán, en la calle Osorio y 26 de Marzo (Pocitos), y después apareció la histórica canchita del Apex, que se había desafiliado de la Federación Uruguaya de Basketball, en la calle Irlanda 2030 y Av. Italia, donde apareció otro de los grandes maestros de la técnica, Tabare Quintans, que enseñó a picar, pasar, cortinar y mil cosas más que ayudaron a Cordón a pulirse técnicamente.
Fue necesario reunirse donde fuera. Por eso las mesas del viejo Café Sportman de 18 de Julio y Tristán Narvaja sirvieron para reunir la Comisión Directiva durante muchos años. Después fueron los salones del Athletic Club en Acevedo Díaz 1673, que nos ofrecieron su Sala de Sesiones hasta que Cordon alquiló su sede.
Fue a partir de 1955 cuando adquiere la primera sede (Uruguay 1804 esquina Tristán Narvaja), hasta que en el año 1959 se trasladó al predio de la calle Galicia esquina Gaboto, donde construyó su sede social y gimnasio deportivo, que mantiene hasta la fecha.

### Sus primeras temporadas
En 1956 Cordón ascendió de Cuarta B a Cuarta A. Fue el primer escalón. En 1959 se inició la construcción de la cancha de Galicia y Gaboto que se inauguró en abril de 1960. El ascenso a tercera división llegó en 1963 al salir campeón de la cuarta división y un año después, en 1964, el arribo a la segunda de ascenso tras ser vicecampeón de la tercera división. En 1973 es el campeón de tercera y en el año 1974 se logró el ansiado ascenso a primera división tras salir campeón de segunda.
En 1971, se inauguró la Clínica Médica, conquista invalorable de su propulsor, Don Prudencio de Pena.
El 2 de abril de 1973 se procedió a la escritura de los terrenos de Galicia y Gaboto y fue el 23 de noviembre de 1973 que se colocaron los cimientos del gimnasio cerrado, inaugurado oficialmente el 6 de julio de 1974. 

### Campeonatos Federales
El Club Atlético Cordón obtuvo el campeonato federal en 8 oportunidades, 1986, 1991, 1992, 1993, 1995, 1996, 2001, 2002.
Cordón obtuvo su primer ascenso al círculo de privilegio del baloncesto uruguayo en 1975. A partir de ese año, bajo la presidencia de Julio C. Zito Barrella, disputó 30 campeonatos en la primera división, obteniendo 8 títulos y 6 vicecampeonatos. 

### El mal momento
En 2005 descendió a la segunda división, volviendo en 2007 a la máxima categoría venciendo a Círculo Sportivo de Salto en la final por el tercer ascenso.
Luego de su regreso a la máxima categoría en el año 2007, se ha visto en idas y vueltas, entre Segunda y Primera División, siendo el año 2012 el peor momento de su historia al ser desafileado por la Federación Uruguaya de Basquetbol, tras incidentes de hinchas con su eterno rival el Club Atlético Welcome, que terminó con la muerte de una mujer y dos hinchas heridos de bala, fue una de las peores tragedias en la historia del basquetbol Uruguayo que dejó a Cordón 18 meses sin poder competir en ningún torneo oficial a nivel mayor como de sus formativas siendo la pena máxima que se le otorgó a un equipo de basquetbol uruguayo.
En sus años de desafiliación, el club optó por mejorar sus instalaciones y encaminar un proyecto deportivo con sus formativas al contratar a uno de los mejores directores técnicos en formar jugadores, con un pasado magnífico en las formativas del club, Juan Carlos "Pato" Werstein, fue el director técnico de formativas mejor pagado sin poder competir oficialmente. A nivel institucional el club realizó obras y se presentó a los llamados Presupuestos Participativos organizados por la Intendencia de Montevideo  donde tras ser aprobado su proyecto, y con muchas gestiones realizadas, logró participar y ganar el Presupuesto Participativo 2013 para mejorar toda su infraestructura. También han tratado de lavar su imagen erradicando a los violentos de las canchas.
En sus años de ausencia deportiva, el club logró mejorar en varios aspectos, no solo en su infraestructura, sino en su regularización de deudas con la FUBB, exjugadores, entre otros.

### Retorno a la actividad
En el año 2014, volvió a competir en la última división, llamada DTA (Divisional Tercera de Ascenso) consagrándose campeón y logrando el Ascenso al Metropolitano (Segunda División) tras ganar con un doble en la hora de Nicolás Ibarra al Club Social Larrañaga.
Para la próxima temporada en el Torneo Metropolitano 2015, se armó uno de los mejores equipos de esta competición apostando fuertemente a un rápido ascenso al círculo máximo de privilegio, título que consiguió al ganar 21 partidos de sus 22 presentaciones.  
Se coronó campeón con una excelente campaña y llegó a La Liga Uruguaya de Básquetbol de forma consecutiva. 
En su vuelta a la Primera División realizó una de su peores temporadas en su historia al ganar tan solo 2 partidos y perder 16, descendiendo nuevamente a Segunda División para el año 2017.
En materia deportiva, se arma un equipo con grandes aspiraciones al ascenso, terminando en 3ª posición con 17 victorias y 7 derrotas, clasificando a los playoffs por 2 Ascensos. 
Tras jugar una serie final con el Club Verdirrojo BBC, logra ganar la serie 3-2 y ascender a la Liga Uruguaya de Básquetbol, sin embargo luego de los festejos se confirma la inclusión de un jugador no habilitado a poder jugar la última final ya que tenía la ficha médica vencida. 
Tras corroborar este grave error por parte de los delegados del club, la Secretaría de la Federación Uruguaya de Básquetbol decide quitarle el ascenso y otorgárselo a su rival, quedando de esta forma en la Segunda División. Cabe aclarar que la secretaria no tiene potestades para fallar, hecho que si realizó y que generó una grave infracción por parte de la FUBB al no estar escrito en sus estatutos y reglamentos.
Para la temporada 2018 y sin aspiraciones de lograr el ascenso, contratan jugadores de alto rendimiento y con grandes pasados en la institución como lo son Alejandro "Pepusa" Pérez, Renzo Lazzaroni, Cristhian Modernell y el Brasileño Dida que volvía a competir de forma consecutiva con el albiceleste, la fase regular fue muy exitosa al ganar 10 partidos y perder 3 en 13 partidos jugados, ubicándose en la primera posición para la pelea del ascenso directo que estuvo a punto de conseguir, pero tras incidentes contra el club 25 de Agosto y tras la denuncia del equipo rival ante la FUBB, el tribunal de penas sancionó al Club Cordón con la quita de 2 puntos y 4 cierres de cancha por agresión de sus hinchas a la seguridad de la FUBB, donde perdió la posibilidad de ascender de forma directa luego de una excelente campaña y cuando nadie se esperaba que podrían arrebatarle el ascenso. Luego de la sanción otorgada, el equipo pasó a jugar directamente la ronda de Play Off que tras un bajón anímico del plantel por la pérdida del ascenso directo, no pudo superar al Club Sportivo Capitol en la fase de play off quedando eliminado. 
Una vez más, problemas ajenos a lo deportivo dejan a uno de los clubes más grandes del basquetball uruguayo sin la posibilidad de llegar a la máxima categoría.

## Instalaciones

### Gimnasio Julio C. Zito Barrella

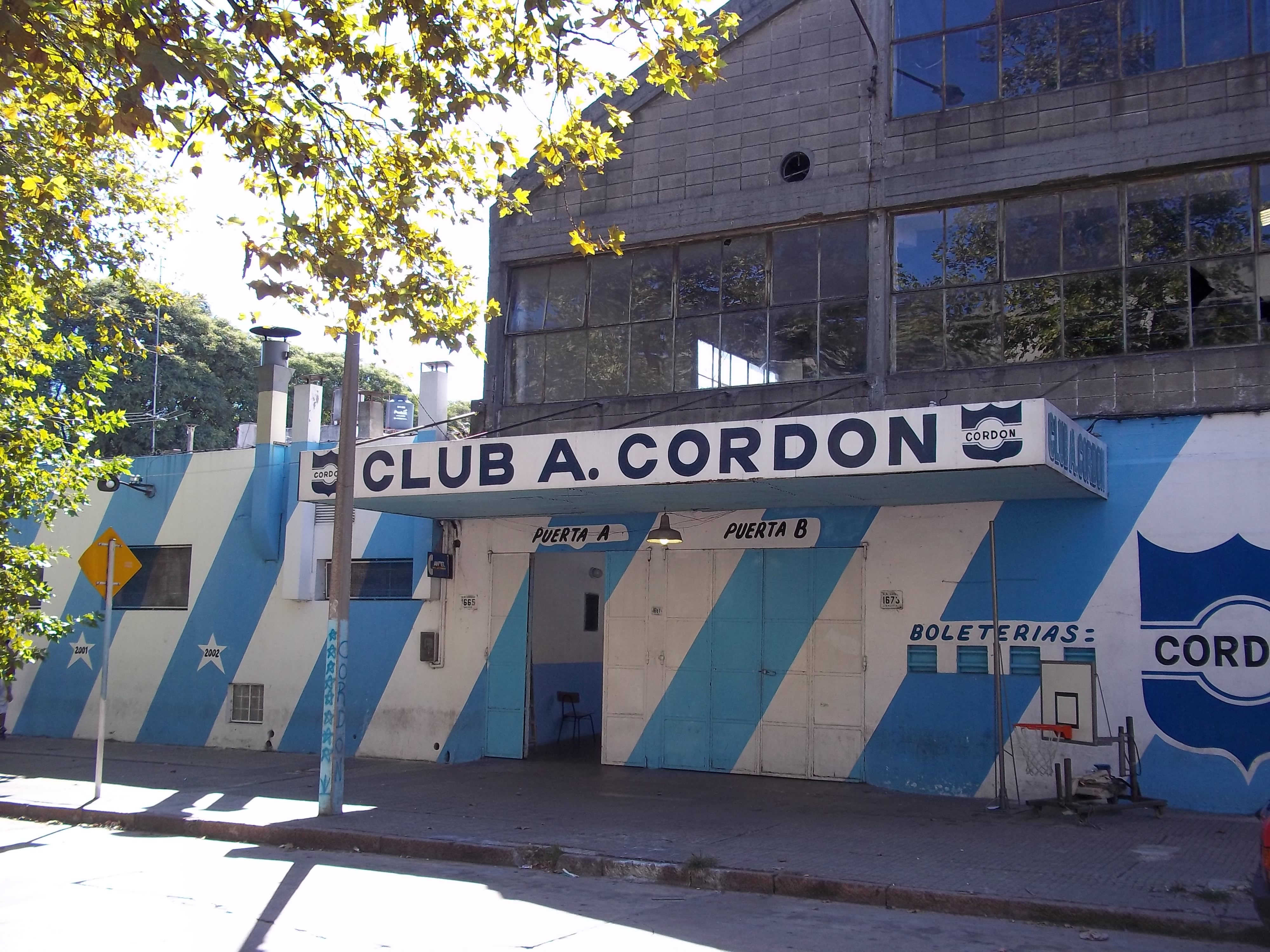
Acceso al estadio.

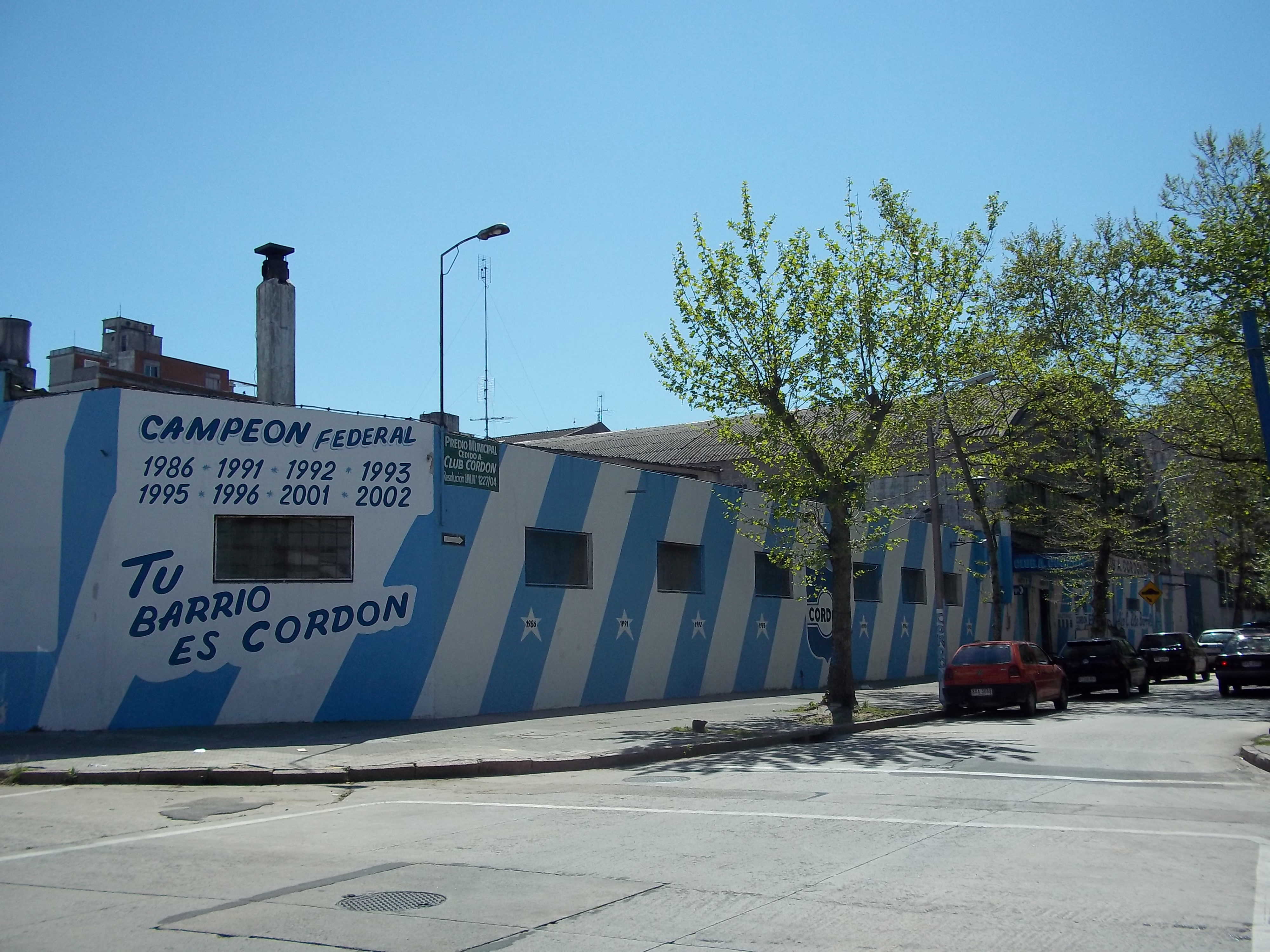
Fachada del recinto Julio C. Zito Barrella.

El Club Atlético Cordón oficia de local en el Estadio Julio C. Zito Barrella, propiedad de la institución. Recibe su nombre en honor a Julio C. Zito Barrella, expresidente del club y quien, bajo su mandato, disputó 30 campeonatos en la primera división, obteniendo 8 títulos y 6 vicecampeonatos. El exmandatario falleció en 2001 a sus 77 años.
En su retorno a la actividad, en 2014, el club colmó su capacidad y vendió 580 entradas, siendo una fiesta para todo el barrio.
Actualmente el club se encuentra trabajando y realizando obras importantes para lograr que Cordón pase a ser un club social con actividades deportivas y recreativas para el barrio y su gente.

## Plantel
| Nombre                |  | Nac.               | Período   |
| --------------------- |  | ------------------ | --------- |
| Atilio Caneiro        |  | Bandera de Uruguay | 1982-1985 |
| Javier Espíndola      |  | Bandera de Uruguay | 1986      |
| Ramón Etchamendi      |  | Bandera de Uruguay | 1987-1993 |
| César Somma           |  | Bandera de Uruguay | 1994-2003 |
| Hugo Caballero        |  | Bandera de Uruguay | 2003      |
| Juan Carlos Werstein  |  | Bandera de Uruguay | 2003      |
| Daniel Ciechanovvechi |  | Bandera de Uruguay | 2003-2005 |
| Pedro Pereira         |  | Bandera de Uruguay | 2005-2006 |
| Juan Carlos Werstein  |  | Bandera de Uruguay | 2006-2007 |
| César Somma           |  | Bandera de Uruguay | 2008      |
| Milton Larralde       |  | Bandera de Uruguay | 2008-2009 |
| Milton Larralde       |  | Bandera de Uruguay | 2010      |
| Gonzalo Caneiro       |  | Bandera de Uruguay | 2011-2012 |
| Gustavo Sande         |  | Bandera de Uruguay | 2012      |
| Mathias Nieto         |  | Bandera de Uruguay | 2012      |
| Juan Carlos Werstein  |  | Bandera de Uruguay | 2014      |
| Mathias Nieto         |  | Bandera de Uruguay | 2014-2016 |
| Juan Carlos Cordatti  |  | Bandera de Uruguay | 2016-2017 |
| Nicolás Díaz          |  | Bandera de Uruguay | 2017      |
| Diego Palacios        |  | Bandera de Uruguay | 2018      |

| Club Atlético Cordón - Liga Uruguaya de Ascenso 2017 |                    |                |           |
| Ficha                                                | Nac.               | Nombre         | Posición  |
| Mayor                                                | Bandera de Uruguay | Nicolás Ibarra | Alero     |
| Sub-23                                               | Bandera de Uruguay | Luca Magnone   | Base      |
| Sub-23                                               | Bandera de Uruguay | Agustín Acosta | Base      |
| Sub-23                                               | Bandera de Uruguay | Agustín Amaral | Ala pívot |

## Últimas Temporadas
Torneos Federales de Primera División
1985 - Vicecampeón
1986 - Campeón
1987 - Vicecampeón
1988 - Vicecampeón
1989 - Vicecampeón
1991 - Campeón - Final con Neptuno. Ganó 23 perdió 8.
1992 - Campeón - Final con Biguá. Ganó 27 perdió 2.
1993 - Campeón - Final con Aguada. Ganó 31 perdió 6.
1994 - Perdió en semifinal con Aguada 3-0. En cuartos eliminó a Welcome 3-0.
1995 - Campeón - Final con Hebraica 3-2. En semifinal eliminó a Welcome 3-0. En cuartos eliminó a Defensor Sporting 3-0. Ganó 32 perdió 5.
1996 - Campeón - Final con Aguada 3-1. En semifinal eliminó a Hebraica 3-1. En cuartos eliminó a Defensor Sporting 2-0. Ganó 30 perdió 6
1997 - Vicecampeón - Final con Welcome 1-3. En semifinal eliminó a Trouville 3-1. En cuartos eliminó a Tabaré 2-0. 
1998 - Vicecampeón - Final con Welcome 0-3. En semifinal eliminó a Unión Atlética 3-0. En cuartos eliminó a Tabaré 2-0. Ganó 47 perdió 5. 
1999 - Perdió en cuartos con Biguá 0-3. Ganó 18 perdió 16. 
2000 - Perdió en semifinal con Biguá 1-2. En cuartos eliminó a Unión Atlética 2-1. Ganó 16 perdió 12.
2001 - Campeón - Final con Welcome 3-2. En semifinal eliminó a Biguá 3-1. En cuartos eliminó a Trouville 2-0. Ganó 27 perdió 6. 
2002 - Campeón - Final con Welcome 3-2. En semifinal eliminó a Defensor Sporting. 3-2. En cuartos eliminó a Olimpia 2-0. Ganó 25 perdió 9.
2003 - Perdió en cuartos con Olimpia 0-2. Ganó 11 perdió 13.

Liga Uruguaya de Básquetbol
2003 - Torneo Clasificatorio: Posición 4º - Perdió en cuartos con Defensor Sporting - Ganó 7 perdió 17.
2004-05 - Torneo Clasificatorio: Posición 11º. Cordón fue sancionado con la pérdida de dos puntos y paso a la Rueda de Permanencia en lugar de Malvín debido a que perdió el partido de desempate. Rueda Permanencia: Posición 1º. Ganó 11 perdió 10. 
2005-06 - Torneo Clasificatorio: Posición 14º. Descenso al Metro - Ganó 13 perdió 17.

Torneo Metropolitano (Segunda de Ascenso)
2006 - Temporada regular: Posición 2º - Liguilla por el Ascenso: Posición 3° - Ganó 12 perdió 7.
2007 - Temporada regular: Posición 1º - Liguilla por el Ascenso: Posición 5º. Clasificó sobre Larrañaga para jugar los playoffs tras vencerlo 74-66 en un partido desempate. Perdió en semifinal con Tabaré 1-2. Finalmente en el Metropolitano-Regional se clasificó para jugar por un tercer ascenso, tras vencer a Larre Borges (77-70). Venció a Goes 87-84 y luego a Círculo de Salto 2-0 para llevarse el tercer ascenso. Ganó 24 Perdió 5.

Liga Uruguaya de Básquetbol
2008-09 - Torneo Clasificatorio: Posición 11º - Ganó 9 perdió 17.
2009-10 - Torneo Clasificatorio: Posición 5º - Segunda Fase: Posición 7º - Perdió en cuartos con Malvín 0-3. Ganó 19 Perdió 23.
2010-11 - Torneo Clasificatorio: Posición 9º - Segunda Fase: Posición 9º - Ganó 15 Perdió 22.
2011-12 - Liga Capital: Posición 10.ª - Ganó 12 Perdió 18.
2012-13 - Luego de registrarse incidentes en la fecha 27 del torneo clasificatorio frente a Welcome, el tribunal de penas desafilió al club de la Federación Uruguaya de Basketball por un período de 18 meses. Cordón estaría regresando a la competición en el DTA del 2014.
DTA (Divisional Tercera de Ascenso) 
2014 - Campeón, Ascenso al Metropolitano 2015
Torneo Metropolitano (Segunda de Ascenso)
2015 - Torneo Metropolitano 2015 (Uruguay) - Fase regular: Posición 1º, Ganó 21 Perdió 1 Ascenso directo a la Liga Uruguaya de Basquetbol.
Liga Uruguaya de Básquetbol
2016-17 14° Ganó 2 Perdió 26, descenso a Liga Uruguaya de Ascenso.
Liga Uruguaya de Ascenso (Ex Torneo Metropolitano)
2017 - Liga Uruguaya de Ascenso: 3º - Ganó 17 Perdió 7, Ascendió a la Liga Uruguaya de Basquetbol, pero tras un error administrativo de sus delegados por incluir un jugador inhabilitado la Secretaria de la FUBB lo sancionó con la pérdida de los puntos obtenidos, dejándolo en la LUA y otorgándole el Ascenso a su rival.
2018 - Liga Uruguaya de Ascenso: El club se prepara para este nuevo desafío.
2022 - Torneo Metropolitano:El club asciende a primera

## Palmarés

### Torneos nacionales
- Campeonato Federal de Basketball (8):  1986, 1991, 1992, 1993, 1995, 1996, 2001, 2002
- Subcampeón Campeonato Federal de Basketball: 1985, 1987, 1988, 1989, 1997, 1998